# Вотолинское сельское поселение
Вотолинское сельское поселение — упразднённое с 12 апреля 2010 года муниципальное образование в Демянском муниципальном районе Новгородской области России.
Административным центром была деревня Вотолино.
Территория сельского поселения была расположена на юго-востоке Новгородской области на Валдайской возвышенности, к юго-востоку от Демянска. На территории расположены озёра Мстижское, Ольтечко и др.
Вотолинское сельское поселение было образовано в соответствии с законом Новгородской области от 11 ноября 2005 года № 559-ОЗ, с апреля 2010 года объединено наряду с упразднёнными Шишковским и Ильиногорским во вновь образованное Ильиногорское сельское поселение с административным центром в деревне Ильина Гора.

## Населённые пункты
На территории сельского поселения были расположены 15 населённых пунктов (деревень):Андрехново, Васильевщина, Воздухи, Вотолино, Заборовье, Лашково, Марково, Медянки, Монаково, Мстижа, Палагино, Плещеево, Пустошка, Соболево, Усадьба.